# Ragnar Pihlstrand
Ragnar Pihlstrand, född den 6 september 1850 i Lund, död den 15 september 1914 i Stockholm, var en svensk romanförfattare och präst. Pseudonymer: Lodbrok, Rupert och Veronica.

## Biografi
Pihlstrand blev student vid Lunds universitet 1870, prästvigd 1874 och vice pastor i Sillhövda 1877. Han var kyrkoherde i Everlöv från 1890 till sin avsättning från prästämbetet 1902, vilken föranleddes av förskingring. Därefter var han länge var bosatt i Förenta staterna. 
Under sina 35 år som aktiv författare skrev Pihlstrand ett stort antal historiska romaner.